# Carlow megye
Carlow megye (írül: Contae Cheatharlach) megye az Ír-sziget középső keleti részén, Írországban, Leinster tartományban.
Területe mindössze 896 km², ezzel az egyik legkisebb megye a szigeten. Lakossága 50 471 (2006. áprilisi adat).
Közigazgatási központja a 18 500 lakosú (2002) Carlow város. 

## Települések
- Ballon, Borris
- Carlow, Clonegal, Clonmore
- Hacketstown
- Leighlinbridge
- Muine Bheag (Bagenalstown), Myshall
- Nurney
- Rathvilly
- Tullow

## Személyek
- John Tyndall, 19. századi tudós, az első, aki megmagyarázta, miért kék az ég
- Pierce Butler, katona, államférfi és ültetvényes, az egyik "Alapító Atya" az Amerikai Egyesült Államokban
- William Dargan, mérnök, az ír vasút atyja
- Kathryn Thomas, ír televíziós személyiség
- Richie Kavanagh popénekes, dalszerző
- Saoirse Ronan színésznő